# عطاآباد (دهاقان)
عطاآباد یکی از محله‌های بزرگ شهر دهاقان در استان اصفهان می‌باشد. عطاآباد در حدود هزار و صد سال قدمت دارد یافته‌های باستان‌شناسی از مقبره‌ها و کتیبه‌های موجود و سایر مستندات گواه این مدعاست که در حدود یازده قرن پیش قومی در این مکان اسکان گزیدند که اصالت آن‌ها به استان کرمان بر می‌گردد. اسم اولیه این شهر «کوشک عادل خان» بوده که پس از مدتی با ورود بابا شاه حسین به این خطه نام «شاه نظر» به خود می‌گیرد. «شاه نظر» پس از حمله افاغنه تقریباً تخریب می‌گردد و حتی برج کبوتری آن به دلیل قتل مردم در داخل آن به برج خونین نامیده می‌شود. در سال ۱۱۷۰ هجری قمری با ورود میرزا مهدی خان استرآبادی وزیر منشی‌الممالک نادرشاه افشار به این شهر کوچک و ایجاد قلعه با برج‌های تنومند، جاده کشی، ایجاد دیوان‌خانه نام این شهر برای سومین بار تغییر یافت و به افتخار نام فرزند میرزا مهدی خان یعنی عطا الله خان معمار، نام عطا آباد بر این خطه نهاده شد.
روستای عطاآباد پس از سرشماری سال ۱۳۵۵ به شهر دهاقان ملحق شد و از فهرست آبادی‌های کشور حذف گردید.

## محله‌ها
عطاآباد اولیه در محلی موسوم به کوچه جارچی مستقر بوده‌است. در اطراف این کوچه سه محله شکل می‌گیرد؛ که به ترتیب ایجاد عبارتند از:
- محله یخچال که حدود ۹۰۰ سال قبل احداث شده‌است.
- محله قلعه پایین که پس از تخریب قلعه‌ها به محله پایین تغییر نام یافت و قدمتی حدود ۷۰۰ سال دارد.
- محله قلعه بالا که هم‌اکنون محله بالا نامیده می‌شود و قدمتی حدود ۲۷۰ سال دارد.

## مزارع و باغات
مزارع مهم اطراف عطا آباد عبارتند از: مزرعه قنات غُلغُله، مزرعه ارجنی، مزرعه جعفرآباد، کوشک هادی، کوشک سنگِر، حسین‌آباد و لِوَرک و از باغستان‌های عطا آباد نیز می‌توان به: باغ‌های محمود، باغ‌های کهنه، باغ‌های سوتی و باغ‌های میراحمدی اشاره نمود.

## بناهای تاریخی
عمارت‌های تاریخی موجود عبارتند از:
خانهٔ میرزا مهدی خان استر آبادی
مقبرهٔ میرزا مهدی خان استر آبادی
چاه قلعه
برج خونین
برج دوقلو
سنگ عصارخانه حاج امیر
حمام قدیمی عطا آباد (زورخانه قمر بنی هاشم فعلی)
عمارت‌های که متأسفانه تخریب شده‌اند عبارتند از:
کاروانسرای محله یخچال
دیوانخانه عدالت اداری در محله پایین
قلعه میرزا مهدی خان و برجهای اطرافش
کارگاه رنگ آمیزی قدیمی نزدیک قبرستان فعلی
همچنین تخت توت قاضی (تختی که ملّا عبدالرحمان قاضی عطاآبادی روی آن به امر قضاوت می‌پرداخته)